# Durdimba
Durdimba (nep. दुर्दिम्बा) – gaun wikas samiti we wschodniej części Nepalu w strefie Meći w dystrykcie Panchthar. Według nepalskiego spisu powszechnego z 2001 roku liczył on 640 gospodarstw domowych i 3276 mieszkańców (1700 kobiet i 1576 mężczyzn).